# Элла Эйр
Элла Макмэхон (англ. Ella McMahon; род. 1 апреля 1994, Лондон, Англия, Великобритания), более известная как Элла Эйр (англ. Ella Eyre) — британская певица и автор песен. Она известна своим сотрудничеством с Rudimental над синглом «Waiting All Night», а также с Naughty Boy и Wiz Khalifa над синглом «Think About It». 15 декабря 2013 года вышел её дебютный мини-альбом Deeper.

## Биография
Макмэхон выросла в западной части Лондона. Она имеет афро-ямайские, мальтийские и английские корни. Прежде чем начать профессионально петь, Элла обучалась в качестве конкурентного пловца.
Макмэхон получила образование в школе Millfield School и в Лондонской школе исполнительского искусства и технологий.

## Дискография

### Студийные альбомы
| Название | Детали                                                                     |
| -------- | -------------------------------------------------------------------------- |
| Feline   | - Выпущен: 14 августа 2015 - Лейбл: Virgin/EMI - Формат: Загрузка/CD/Винил |

### Мини-альбомы
| Название | Детали                                                                     |
| -------- | -------------------------------------------------------------------------- |
| Deeper   | - Выпущен: 15 декабря 2013 - Лейбл: Virgin/EMI - Формат: Цифровая загрузка |

### Синглы

#### Собственные
| Год                                                                              | Название   | Высшая позиция в чартах | Высшая позиция в чартах | Высшая позиция в чартах | Высшая позиция в чартах | Альбом |
| Год                                                                              | Название   | UK                      | BEL                     | IRE                     | SCO                     | Альбом |
| -------------------------------------------------------------------------------- | ---------- | ----------------------- | ----------------------- | ----------------------- | ----------------------- | ------ |
| 2013                                                                             | «Deeper»   | 72                      | 64                      | —                       | —                       | Deeper |
| 2014                                                                             | «If I Go»  | 16                      | 104                     | 80                      | 9                       | Feline |
| 2015                                                                             | «Comeback» | 12                      | —                       | —                       | 10                      | Feline |
| 2015                                                                             | «Together» | 8                       | —                       | —                       | —                       | Feline |
| «—» обозначает, что сингл не попал в чарт или не был выпущен на этой территории. |            |                         |                         |                         |                         |        |

#### Синглы при участии Эллы Эйр
| 2013                                                                             | «Waiting All Night» (Rudimental featuring Ella Eyre)               | 1  | 6 | 13 | 4  | 26 | 9 | Home         |
| 2013                                                                             | «Think About It» (Naughty Boy featuring Wiz Khalifa and Ella Eyre) | 78 | - | -  | -  | -  | — | Hotel Cabana |
| 2015                                                                             | «Gravity»(DJ Fresh featuring Ella Eyre)                            | 4  |   | 21 | 67 | 99 |   | TBA          |
| «—» обозначает, что сингл не попал в чарт или не был выпущен на этой территории. |                                                                    |    |   |    |    |    |   |              |

### Другие появления
| Год  | Песня                                                           | Альбом                         |
| ---- | --------------------------------------------------------------- | ------------------------------ |
| 2012 | «No Angels» (Bastille featuring Ella Eyre)                      | Other People’s Heartache Pt. 2 |
| 2012 | «Free» (Bastille featuring Ella Eyre & Erika)                   | Other People’s Heartache Pt. 2 |
| 2013 | «Someday (Place in the Sun)» (Tinie Tempah featuring Ella Eyre) | Demonstration                  |

## Награды и номинации
| Год  | Премия      | Награда            | Работа              | Результат |
| ---- | ----------- | ------------------ | ------------------- | --------- |
| 2014 | MTV         | Brand New For 2014 | н/д                 | Номинация |
| 2014 | BRIT Awards | Critics' Choice    | н/д                 | Номинация |
| 2014 | BRIT Awards | Single of the Year | «Waiting All Night» | Победа    |
| 2014 | BBC         | Sound of 2014      | н/д                 | Runner-up |
| 2014 | MOBO Awards | Best Newcomer      | н/д                 | Победа    |